# Лежа (округ)

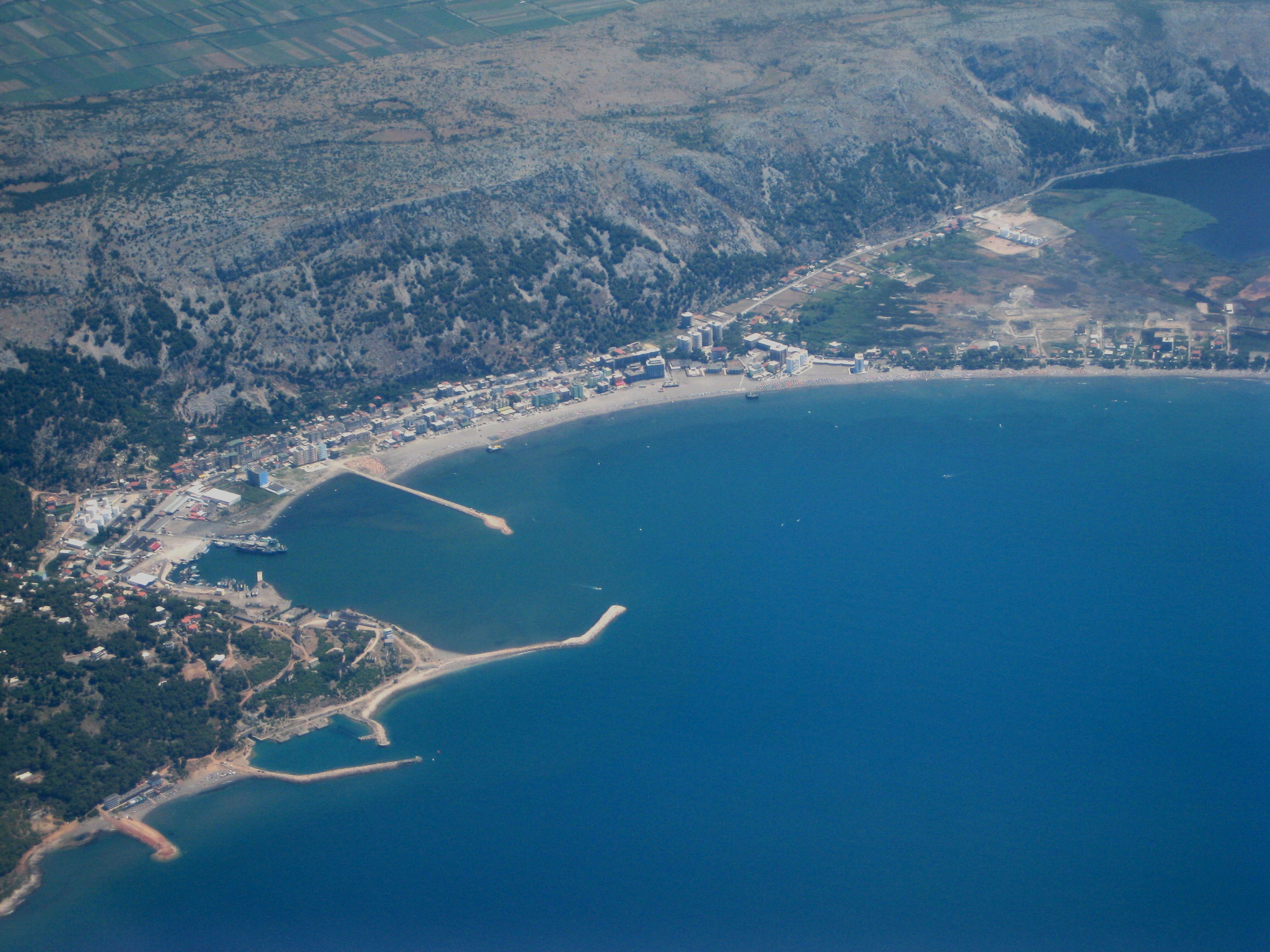
Порт Шенгин

Лежа (алб. Rrethi i Lezhës) — один из 36 округов Албании, расположенный на северо-западе страны.
Округ занимает территорию 437 км² и относится к области Лежа. Административный центр — город Лежа.
Около четверти населения исповедуют католицизм.

## Географическое положение
Округ Лежа расположен на северо-западе Албании на побережье Адриатического моря и восточных отрогах гор Мирдита. На севере границу округа образует река Мати, на севере течёт Дрин.
Восточная часть округа покрыта холмами, к востоку от города Лежа и на крайнем северо-востоке округа холмы достигают в высоту 1170 м (Maja e Velës), а у Лежи подступают к самому морю.
От Лежи в северо-западном направлении вдоль побережья Адриатики протянулись две узкие цепи холмов высотой по 400 м. Севернее Лежи находится южная часть плодородной равнины Задрима, простирающаяся до главного рукава Дрина почти до города Шкодер.
Равнину Задрима с севера на юг пересекает приток Дрина (Drini i Lezhës), протекающий у города Лежа по проходу между северо-албанскими горами и прибрежной цепью холмов. Западнее Лежи находится болотистая местность Kune-Vain и устье Дрина с многочисленными лагунами и болотами.

## Экономика и промышленность
Как и в прочих районах Албании, после падения социалистического строя многие отрасли промышленности пришли в упадок.
В городе Лежа традиционно проводятся сельскохозяйственные ярмарки.
Большое значение для экономики округа имеет туризм. Морское побережье привлекает летом множество туристов из Косово и соседних округов.
Самые известные достопримечательности — замок и могила национального героя Албании — Скандербега.

## Транспорт
Через город проходит недавно построенный автобан Фуше-Круя — Тирана — Шкодер. Кроме того, в городе-спутнике Шенгини находится небольшой морской порт, важнейший в Северной Албании. Через Лежу проходит также участок албанской железной дороги, ведущий в Черногорию. Тем не менее, многие деревни по-прежнему остаются отрезанными от транспортных путей.

## Административное деление
Территориально округ разделён на город Лежа и 9 общин: Balldren, Blinisht, Dajç, Kallmet, Kolsh, Шенгини, Shënkoll, Ungrej, Zejmen.